# 名鉄100系電車
名鉄100系電車（めいてつ100けいでんしゃ）は、名古屋鉄道（名鉄）が1979年（昭和54年）から運用している通勤形電車である。
本項では、同様の車体で制御方式が変更された増備車である200系についても記述する。また、特定の編成について記す場合は、豊田線内で豊田市向きの先頭車の車両番号をもって編成呼称とする（例：豊田市向き先頭車の車両番号がク111の編成であれば「111編成」）。

## 概要
名古屋市営地下鉄鶴舞線との相互直通運転を目的に導入された車両で、名鉄が製造した車両としては初となる20m4扉ロングシート車である。
4両編成で登場し、1993年8月からは中間車を増備して6両編成に組成変更した。増備時期によって制御方式は抵抗制御から界磁添加励磁制御、GTO素子VVVFインバータ制御と変化しているが、形式は変更されておらず、211F - 214Fについては100系200番台として増備された。最終増備車については全車両がGTO素子VVVFインバータ制御車となり、形式が200系に変更された。
1980年には鉄道友の会よりローレル賞受賞車両に選出された。
2023年に1次車の登場から45周年を迎え、記念乗車券が発売されたほか、車両前面に記念系統版が掲出された。

### 登場の経緯
名鉄豊田線は、名鉄の前身のうちの1社である新三河鉄道が1926年10月に免許を受けた、挙母（当時）と大曽根を結ぶ鉄道敷設計画に端を発する。その後、新三河鉄道の保有していた敷設の権利は1937年に三河鉄道に継承され、その三河鉄道も1941年に名古屋鉄道に合併されたが、本格的な工事は行われないままであった。
1950年代以降の高度成長期の中、豊田市は自動車産業の隆盛により人口が急増していたが、名古屋市から豊田市方面に至る地域には鉄道がなく、道路交通が主体となっていた。また、名古屋都市圏においては自動車の急激な増加による路面交通の混雑により、通勤輸送の逼迫や交通公害の発生による都市交通問題が深刻なものとなっていた。このため、運輸大臣の諮問機関である都市交通審議会の名古屋圏部会は1972年に既設路線を含めて総延長139kmの路線網を答申したが、この中に名古屋市と豊田市を結ぶ鉄道が含まれていた。この都市交通審議会の答申を受け、名鉄では新三河鉄道から継承された免許区間のうち、地下鉄3号線と競合する八事と赤池の間の権利を名古屋市に譲渡した上で、赤池と豊田市の間については名鉄が建設し、車両や設備の規格をあわせて相互直通運転を行うことになった。
一方、名鉄では自社区間の通勤車両として1976年に6000系を登場させていたが、この6000系では両開き3扉の通勤用車両でありながら居住性向上という観点から固定クロスシートを採用していた。しかし、名古屋市営地下鉄との相互乗り入れにあたり、相互直通運転に使用する車両の規格は統一することとしており、豊田線と地下鉄を直通運転する車両は全長20m・4扉ロングシートという前提条件があった。そこで、名鉄では「機能一点張り」というイメージをなくすべく、「機能は通勤型であるが乗車感覚は特急型」という基本方針を打ち出した。
こうした経過の後、100系は地下鉄への直通運転に使用する車両として登場した。

## 車両概説
本節では以下、登場当時の仕様を基本として記述し、更新による変更については沿革で後述する。編成については編成表を参照のこと。

### 車体
全長20,000 mm、車体長19,300 mmで、車体幅は2,730 mmである。車体は全て普通鋼製で、レール上面から床面までの高さは1,150 mmである。
客用扉は幅1,300 mm・高さ1,808 mmの両開き扉を4箇所に配した。側面窓は幅1,750 mm・高さ850 mmの固定窓1枚とし、厚さ3 mm+3 mmの複層合わせガラスを使用した。戸袋窓は設けられていない。
前面は6000系と5500系を合わせた上で近代的な感覚にまとめることを意図したもので、平面ガラスで構成されたパノラミックウィンドウとした上で、窓の中継ぎ柱を黒色とすることで1枚ガラスに見えるように配慮した。高運転台構造を採用しており、窓下にはステンレスエッチング加工による飾り帯を設け（貫通扉中央部に名鉄の社章入り）、流動感を持たせるとともに側面窓高さとの調和を図った。幕式行先表示器は前面の貫通扉上に設けられ、6000系よりもサイズを拡大したほか、名鉄では初めて側面にも行先表示器が設けられた。細かいところでは、乗務員室の扉のヒンジが相互乗り入れを行う名古屋市営地下鉄の車両に合わせて、当時の名鉄の車両とは逆の車両先頭側に付いている。
車体の塗装デザインはスカーレット1色である。

### 内装
座席は前述の通り全てロングシートである。座席の表地の色はスカーレットとし、シルバーシートの背もたれのみブルー系統の色を使用した。また、1人分を区分するためにキルティング模様を入れることによって、1人あたりの着席区分を明確化したほか、座席端部には肘掛を設けている。また、側面窓のカーテンは茶色形の横縞模様の横引カーテンとしたが、ロングシート車両で横引カーテンが採用されるのは初めてである。着席した乗客にとってカーテンが邪魔にならないように、窓キセ厚み内にカーテンが納まる位置にカーテンレールを設けている。カーテン掛けは布の掛け帯ではなくアルミ鋳物製とし、ここにカーテンを挟み込む構造とした。
車内通路には吊手を設置した。吊手の本数は、先頭車が108本・中間車が114本で、ドア部分の通路上部には握り棒を設けた。
室内の内張りは、天井が白色のメラミン樹脂アルミ化粧板を、側壁は縦縞模様のメラミン樹脂化粧鋼板を使用した。床面は中央部をワインレッド・両脇を薄茶色とすることにより、赤い絨毯が敷いてあるような感覚をねらった。

### 主要機器

#### 電装品

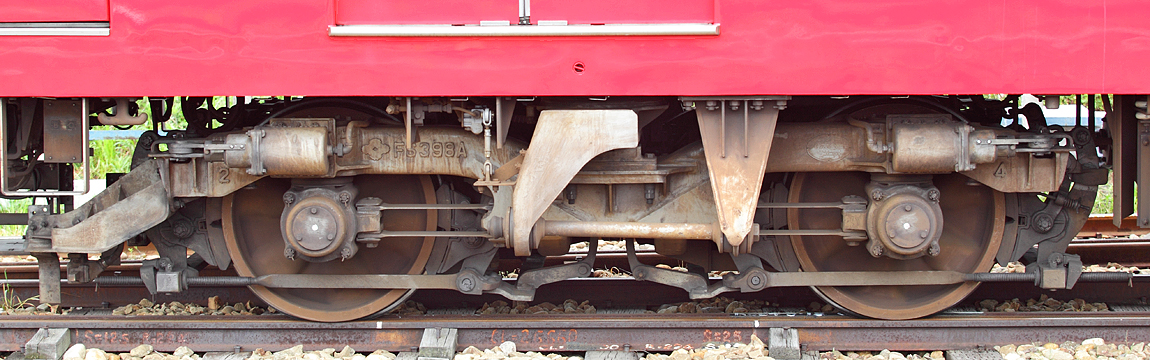
電動台車 FS398A

6000系で実績のある機器を使用することによって、安定した性能や保守の便を図った。
制御装置は三菱電機製の主制御器であるABFM-138-15MDHA形が採用された。1台の制御器で8基の電動機の制御を行う方式 (1C8M) の多段制御装置で、制御段数は力行を起動1段・直列16段・並列8段・弱め界磁4段、制動を17段とした。ただし、地下鉄線内では弱め界磁は3段までしか使用しない。
主電動機は東洋電機製造製の直流直巻補極補償巻線付電動機であるTDK-8200A形が採用された。100系では全車電動車方式としたことから、主電動機の出力は100kWとした。駆動方式は中空軸平行カルダン駆動方式で、歯数比は85:14=6.07である。制動装置（ブレーキ）は発電ブレーキ併用のHSC-D形電磁直通ブレーキが採用された。
台車は6000系で使用実績のある住友金属工業製のS形ミンデン式のFS398A形空気ばね台車が採用された。基礎制動装置はクラスプ式（両抱え式）で、固定軸距は2,100 mmである。

#### その他機器

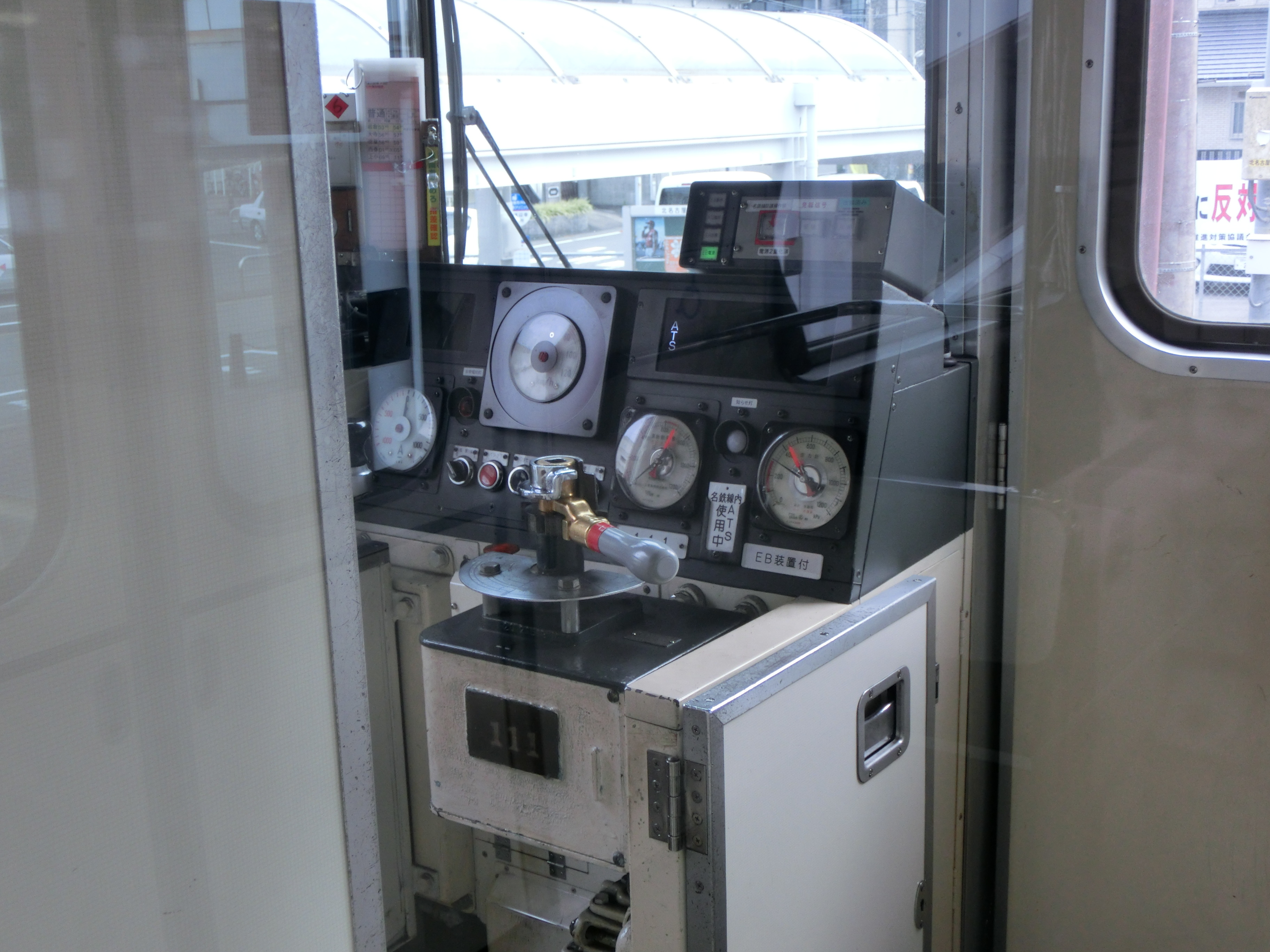
運転台。機器配置は地下鉄車両と統一されている。

乗務員室はATC・誘導無線など、地下鉄直通運転に必要な機器を搭載するため6000系より若干広くしたほか、主なスイッチや表示灯の位置は地下鉄の車両と統一を図ったため、運転台の機器配置は6000系とは大幅に変更された。
冷房装置は10,500 kcal/hの能力を有するRPU-3004形を1両につき3台を搭載したほか、ラインフローファンを先頭車では9台、中間車では10台設けた。補助電源装置は出力60kVAのCLG-326-N1形電動発電機を装備した。
集電装置はモ120形・モ140形にPT4214-A-M形菱枠型パンタグラフを設けた。
連結器は先頭部分を簡易密着連結器、中間を棒連結器とした。

## 増備毎の変遷

### 1978年12月までに製造（100系1次車）
1978年12月までに4両編成2本が製造された。

### 1979年6月製造（100系2次車）
4両編成3本が増備された。乗務員室背面の仕切り壁の位置・寸法・支持方式が変更された。

### 1989年4月製造（100系3次車）
4両編成1本が増備された。この時の増備車からは回生ブレーキを付加した界磁添加励磁制御、制御装置は三菱電機の主制御器であるABFM-138-15MRH形を採用した。台車はブレーキシリンダ径が変更されたことに伴い、FS398B形に変更され、耐雪ブレーキを付加した。補助電源装置は出力60 kVAのSVH70-447B形GTOインバータ装置、集電装置はステンレスパイプを使用したPT4212S-A-M形に変更され、冷房装置もRPU-3004AJ形となった。また、車体床面は40 mm下げられ、レール上面から床面までの高さは1,110 mmとなったほか、客室内は平天井に、座席は座り心地の改善のため、形状が変更された。さらに、側面の行き先表示器の面積も拡大されたほか、自動放送装置を当初より搭載した。

### 1991年4月製造（100系4次車）

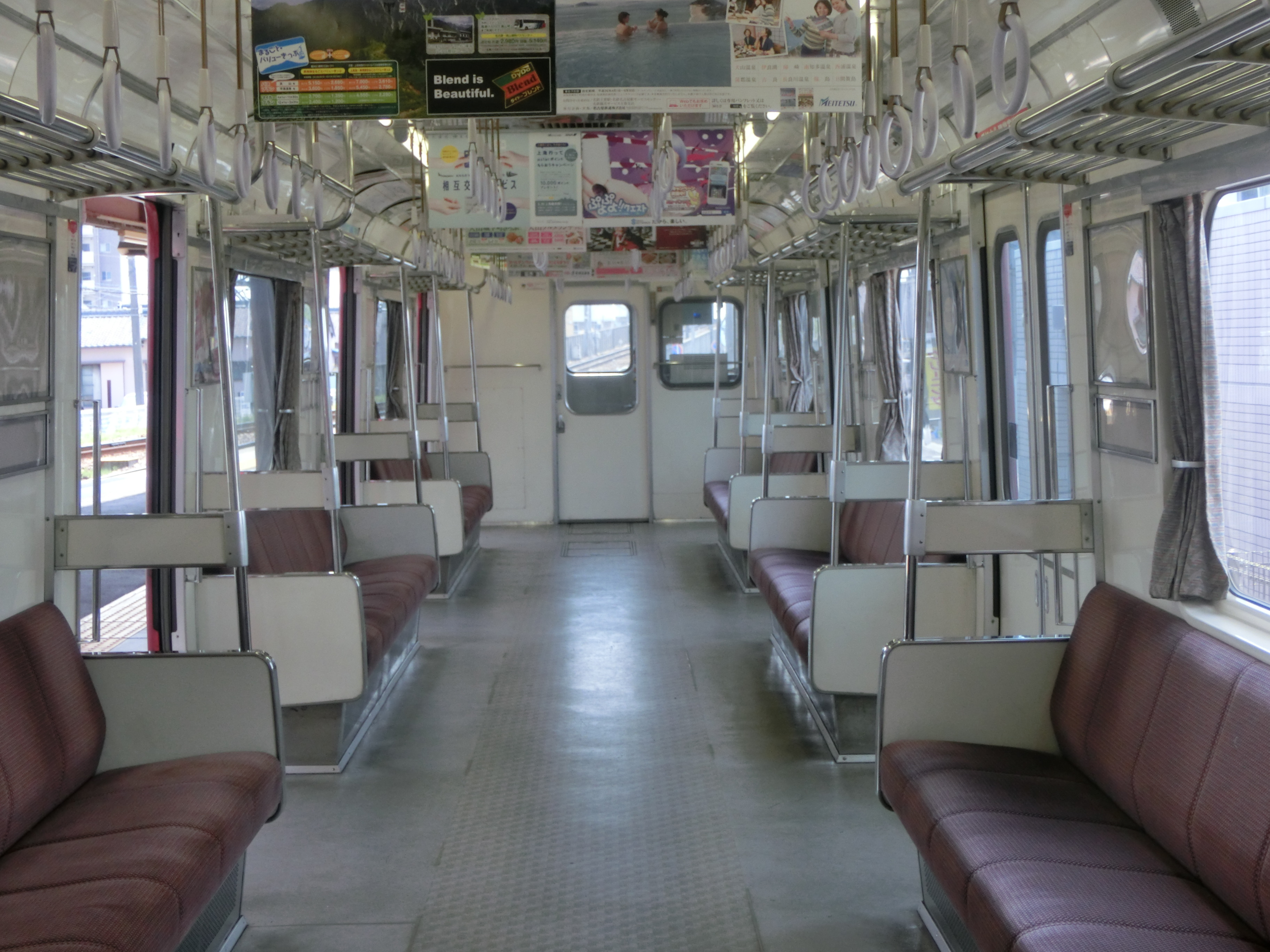
100系4次車の内装。配色が6750系2次車と同様のものになっている。

4両編成4本が増備された。犬山線と鶴舞線の相互直通用に製造されたが、直通運転開始までは犬山線・名古屋本線・常滑線で暫定使用するために仕様変更が行われ、形式は変わらないものの、番号不足のため、車両番号は200番台となった。主要な機器は3次車と同様であるが、4次車では制御段数の増加が行われたほか、4両編成を2本連結した8両編成での運行を可能にするため、元空気溜め管・直通管・ジャンパ栓（27芯・48芯）の新設が行われ、乗務員室には「自車締切」「他車締切」のスイッチが追加された。また、内装も一部変更され、床面が6750系2次車と同様、紫系濃淡の配色に変更された。

### 1993年4 - 7月製造（100系5次車）

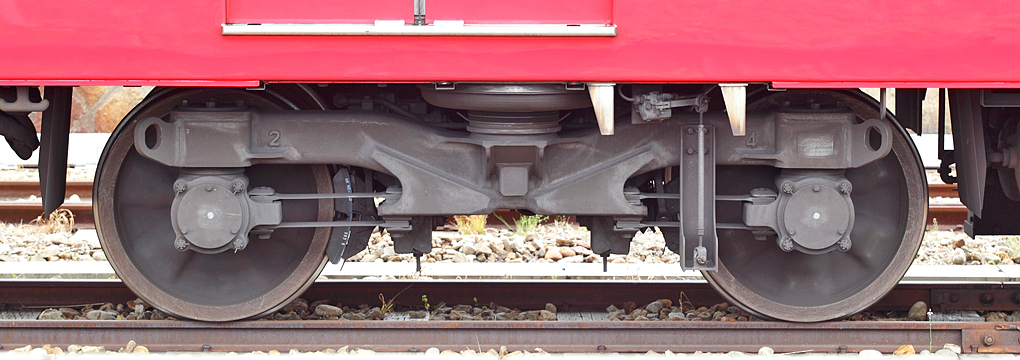
5次車で採用されたボルスタレス台車（付随台車 SS026D）

輸送力強化と豊田線・犬山線と地下鉄鶴舞線の相互直通運転開始に際し、編成中央に2両（電動車・付随車各1両）を増結することになり、100番台の中間車が6編成分・200番台の中間車が4編成分製造された。この時の増備車両は名鉄では初のGTO素子VVVFインバータ制御となり、制御装置は三菱電機のインバータ制御器であるMAP-174-15V38形を採用し、他の制御方式の車両と特性をあわせる制御を行っている。主電動機は東洋電機製造製の三相かご形誘導電動機のTDK-6380-A形（出力170 kW）を採用した。台車はボルスタレス台車に変更され、電動台車はSS126D形・付随台車はSS026D形を採用した。

### 1994年7月製造（200系）

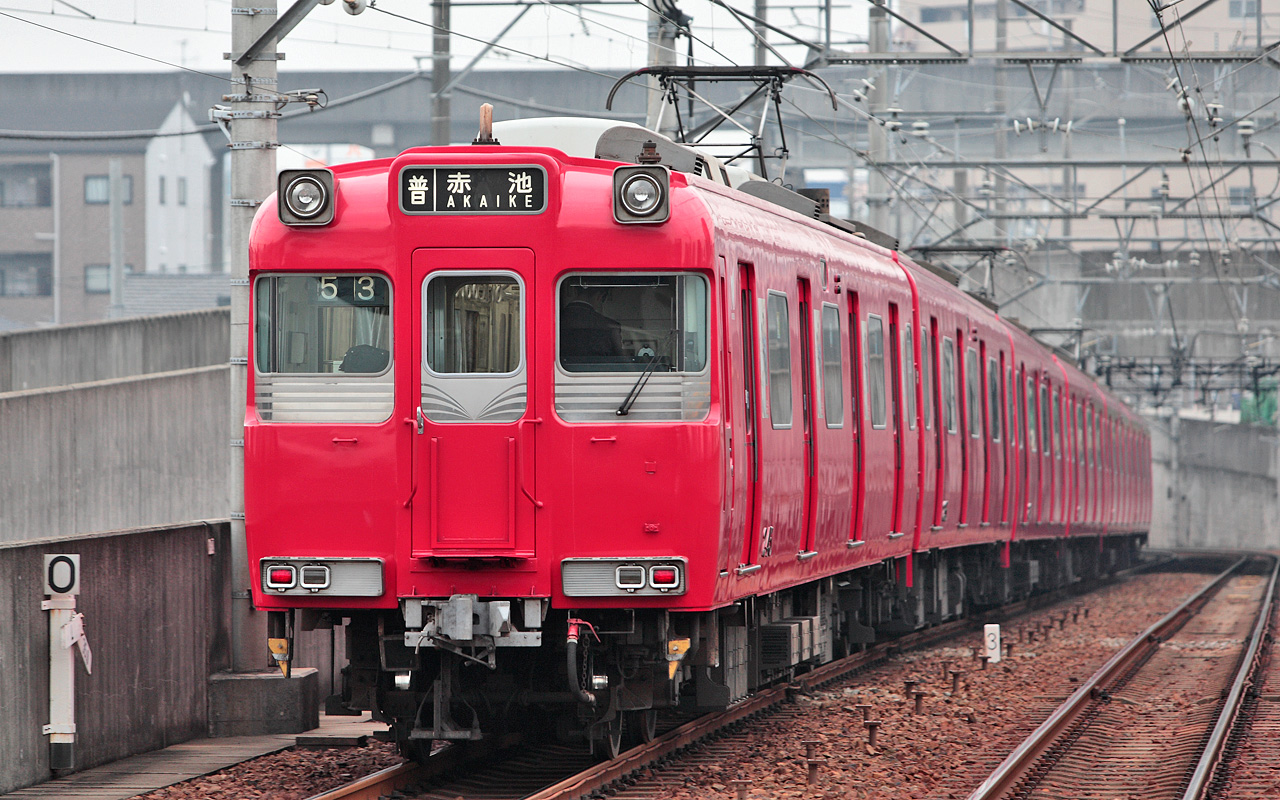
200系

運用増強に際し、6両編成1本が製造された。この編成では全ての車両がGTO素子VVVFインバータ制御となり、各車両の形式も200番台となったが、車両番号は100系200番台の続き番号で、名鉄社内では「100系6次車」として扱われる。主電動機は三菱電機のMB5059A形（出力170 kW）で、耐雪ブレーキと滑走防止装置を製造当初より装備した。客室内では乗務員室直後に車椅子スペースが設けられたほか、車内貫通路上部にLED式の案内表示装置を設置、車外放送装置も装備した。また、前面の飾り帯にあった名鉄の社紋は省略された。

## 沿革

### 運用開始
1978年12月に1次車として2編成が入線し、1979年1月から主に三河線の知立駅から豊田市駅までの区間において運用を開始した。100系の入線にあたり、三河線の猿投駅構内に猿投検車区が新設されたため、一部の列車は猿投駅まで運用された。7月29日には豊田線が開業し、2次車と合わせて5編成が豊田線と地下鉄鶴舞線の直通運転に投入された。100系の車内見付は試乗に来た報道関係者から「喫茶店みたい」とも評された。一方、抵抗制御のため、床下の抵抗器の放熱によって床面が熱くなってしまうことがあった。翌1980年には鉄道友の会からローレル賞を受賞、開業1周年となる1980年7月29日には豊田市駅で記念式典が開かれた。
しばらくは大きな動きはなかったが、輸送力増強のため、1989年に3次車として回生ブレーキを採用した1編成が増備された。

### 犬山線・常滑線での暫定運用

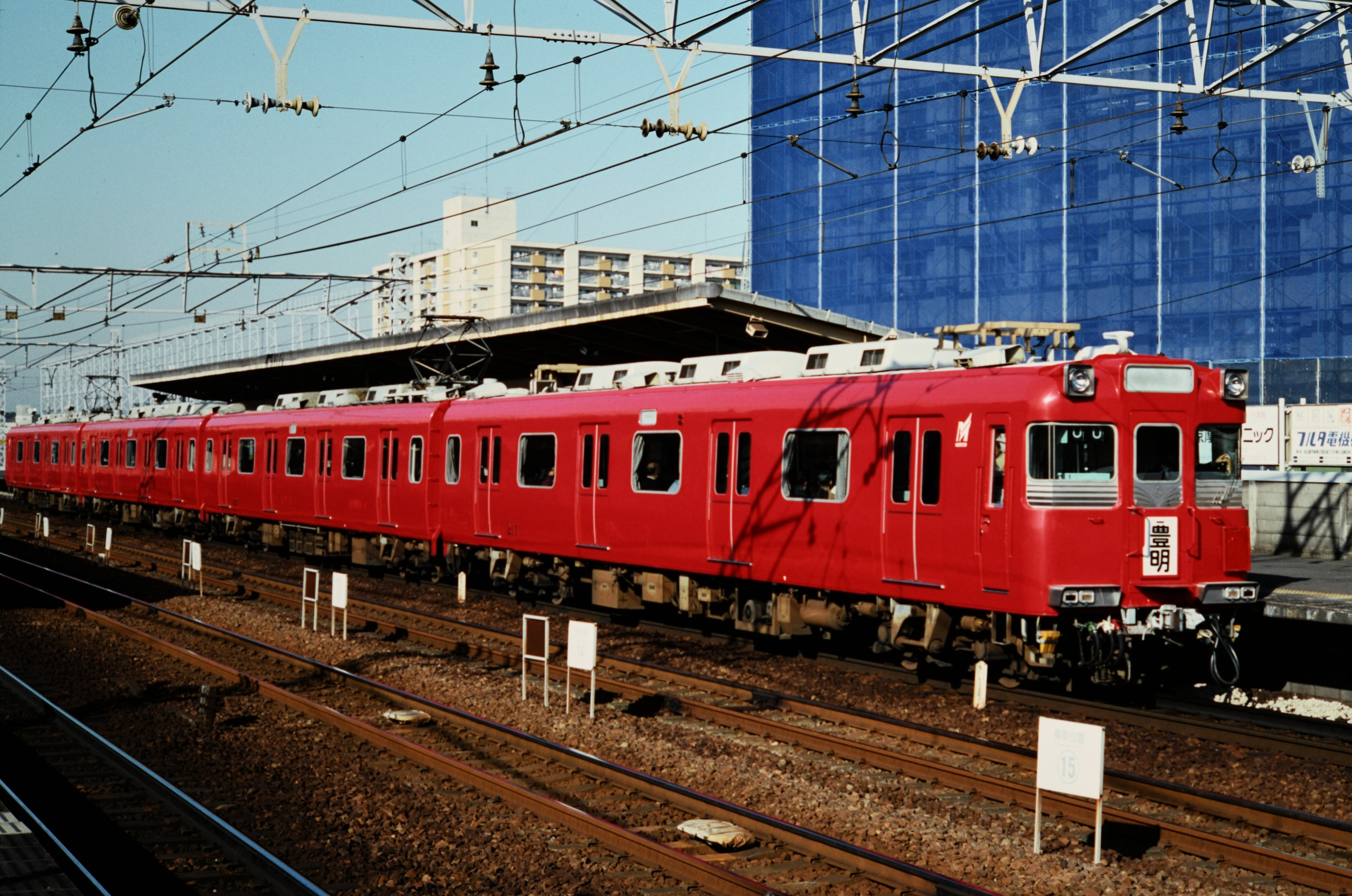
名古屋本線の普通列車運用につく100系4次車。方向幕非対応につき行先表示板を使用。

一方、1990年頃になると犬山線の朝ラッシュ時の混雑はかなり激しくなっており、これを打開する対策として犬山線と地下鉄鶴舞線の直通運転のための工事が行われていたが、工事の進捗は芳しいものではなく、早急な混雑緩和対策が求められていた。ここで名鉄は標準的な通勤車両である6000系・6500系・6800系よりも全長が長く、収容力の大きい20 m4扉車の100系に着目した。旧式車の置き換えが必要だったためでもあるが、本来は犬山線と地下鉄鶴舞線の直通運転が開始された時点で増備するべきだった100系を先行増備し、犬山線に投入することになった。
これにより、増備された100系4次車は4編成が導入されたが、一部仕様が変更されたことや、117から順番に4つだと番号が足りないことから、車両番号は200番台となった。1991年4月14日から犬山線の最混雑列車に4両編成を2本併結した8両編成で投入され、それ以外の時間帯は名古屋本線・常滑線・犬山線・広見線の普通列車に運用され、常滑行きの急行などでも走っていた。20m車8両編成の運用は名鉄ではこれが初だった。100系の方向幕には名古屋本線・常滑線の駅名は入っていなかったため、運用時には行先表示板・種別板が使用された。

### 6両編成化
犬山線と地下鉄鶴舞線の直通運転開始時に地下鉄鶴舞線の全列車を4両編成から6両編成に増強することが決定し、100系も全編成を4両編成から6両編成に増強する事となった。各編成に2両ずつ増結される中間車は5次車として増備され、名鉄では初採用となるGTO素子VVVFインバータ制御が導入された。
まず、豊田線で運用されている車両が6両編成化し、犬山線で最混雑列車に使用されていた車両についても、3500系の導入で捻出し、6両編成化の上で豊田線に転属した。
1993年（平成5年）8月12日より地下鉄鶴舞線への直通運転を開始した。1994年（平成6年）には上小田井駅構内の折り返し設備の完成を受け、4月より直通運転が本格化することになり、名市交3050形3160編成と共に100系6次車として6両編成が1本増備された。この編成は6両ともGTO素子VVVFインバータ制御となり、形式も200系に変更された。
その後は犬山線・豊田線および地下鉄鶴舞線で運用されているが、夜間滞泊を三河線土橋駅で行う関係で土橋→豊田市間の当系使用の送り込みの列車が早朝に2本設定されている。また、定期検査時には名古屋本線を走行することがある。2000年（平成12年）9月の東海豪雨によって車両不足が発生した際には211Fが元の4両編成に戻り、各務原線三柿野駅から名古屋本線豊明駅までの区間で1週間程度運用された。
なお、現在でも稀に平日の朝ラッシュ帯に広見線（犬山 - 新可児間）にて他系列の代走として運用につく時がある。その場合、一部編成の方向幕に「新可児」コマが含まれていないことや、方向幕と自動案内装置が連動してしまう関係で、行先のみ系統板が用いられる。

## 改造

### 組成変更
1993年4月から7月にかけて抵抗制御車と界磁添加励磁制御車がGTO素子VVVFインバータ制御車と編成を組み合わせ、6両編成10本に組成変更した。

### モ160形とモ220形とモ260形とモ240形の台車枠補強
2001年11月にGTO素子VVVFインバータ制御車にモ160形とモ220形とモ260形とモ240形の台車枠補強が行われた。

### 車体連結部の転落防止幌設置
2003年11月に全編成に車体連結部の転落防止幌設置が行われた。

### モ160形とモ220形とモ260形とモ240形の台車交換

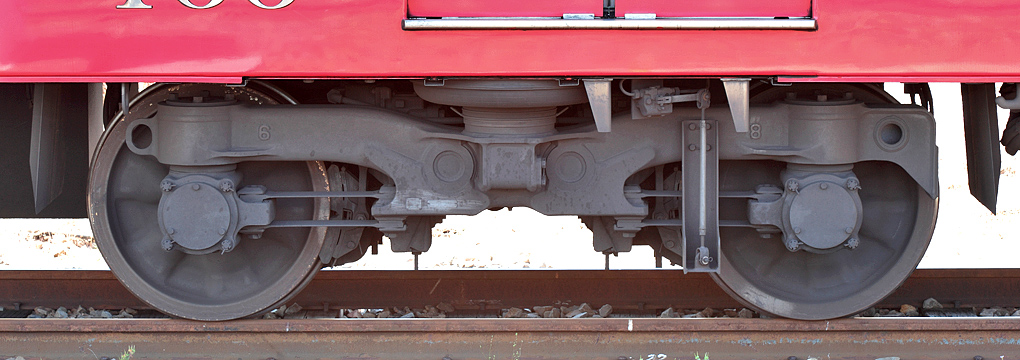
ボルスタレス台車 SS165D形台車

2004年6月から8月にかけてGTO素子VVVFインバータ制御車にモ160形とモ220形とモ260形とモ240形の台車交換が行われた。

### 特別整備とIGBT素子VVVF化
2011年度から2013年度にかけて抵抗制御車に特別整備とIGBT素子VVVF化、ク110形とサ130形に改番が行われた。

### 自動放送装置の更新
2019年度から2023年度にかけて全編成に自動放送装置の更新が行われた。

## 編成表
2021年10月1日時点の編成。
本系列は犬山線と鶴舞線の直通運転が開始される以前から犬山線内で他の系列と一致する向きで運用されている。そのため、鶴舞線経由で入線する三河線内（および検査入場のために定期的に走行する名古屋本線本宿駅 - 豊明駅間）では名鉄名古屋駅経由で行き来する他の系列とは逆向きになる。
凡例
Tc…制御車、 Mc…制御電動車、M…電動車、T…付随車
CON・VVVF…制御装置、MG・SIV…補助電源装置、CP…電動空気圧縮機、PT…集電装置

### 100系
|          | ← 豊田市犬山 → | ← 豊田市犬山 → | ← 豊田市犬山 → | ← 豊田市犬山 → | ← 豊田市犬山 → | ← 豊田市犬山 → | 製造次数 | 落成日     | 5次車増結 | 特別整備、 IGBT素子VVVF化、 Mc1→Tc、 M1→T |
| 形式     | ク110          | モ120          | サ150 (5次車)  | モ160 (5次車)  | サ130          | モ140          | 製造次数 | 落成日     | 5次車増結 | 特別整備、 IGBT素子VVVF化、 Mc1→Tc、 M1→T |
| 区分     | Tc             | M2             | T              | M              | T              | Mc2            | 製造次数 | 落成日     | 5次車増結 | 特別整備、 IGBT素子VVVF化、 Mc1→Tc、 M1→T |
| 車両番号 | 111            | 121            | 151            | 161            | 131            | 141            | 1次車    | 1978/12/27 | 1993/4/15 | 2012/3/23                                 |
| 車両番号 | 112            | 122            | 152            | 162            | 132            | 142            | 1次車    | 1978/12/27 | 1993/4/15 | 2012/9/25                                 |
| 車両番号 | 113            | 123            | 153            | 163            | 133            | 143            | 2次車    | 1979/6/8   | 1993/4/1  | 2013/3/12                                 |
| 車両番号 | 114            | 124            | 154            | 164            | 134            | 144            | 2次車    | 1979/6/8   | 1993/4/15 | 2013/9/24                                 |
| 車両番号 | 115            | 125            | 155            | 165            | 135            | 145            | 2次車    | 1979/6/17  | 1993/4/15 | 2014/3/20                                 |
| 搭載機器 | MG,CP          | VVVF,PT        | SIV,CP         | VVVF,PT        | MG,CP          | VVVF,PT        |          |            |           |                                           |
| 定員     | 130            | 140            | 148            | 148            | 140            | 130            |          |            |           |                                           |

|          | ← 豊田市犬山 → | ← 豊田市犬山 → | ← 豊田市犬山 → | ← 豊田市犬山 → | ← 豊田市犬山 → | ← 豊田市犬山 → | 製造次数 | 落成日    | 5次車増結 |
| 形式     | モ110          | モ120          | サ150 (5次車)  | モ160 (5次車)  | モ130          | モ140          | 製造次数 | 落成日    | 5次車増結 |
| 区分     | Mc1            | M2             | T              | M              | M1             | Mc2            | 製造次数 | 落成日    | 5次車増結 |
| 車両番号 | 116            | 126            | 156            | 166            | 136            | 146            | 3次車    | 1989/4/12 | 1993/4/1  |
| 車両番号 | 211            | 221            | 251            | 261            | 231            | 241            | 4次車    | 1991/4/4  | 1993/7/7  |
| 車両番号 | 212            | 222            | 252            | 262            | 232            | 242            | 4次車    | 1991/4/4  | 1993/7/7  |
| 車両番号 | 213            | 223            | 253            | 263            | 233            | 243            | 4次車    | 1991/4/10 | 1993/7/7  |
| 車両番号 | 214            | 224            | 254            | 264            | 234            | 244            | 4次車    | 1991/4/10 | 1993/7/7  |
| 搭載機器 | SIV,CP         | CON,PT         | SIV,CP         | VVVF,PT        | SIV,CP         | CON,PT         |          |           |           |
| 定員     | 130            | 140            | 148            | 148            | 140            | 130            |          |           |           |

### 200系
|          | ← 豊田市犬山 → | ← 豊田市犬山 → | ← 豊田市犬山 → | ← 豊田市犬山 → | ← 豊田市犬山 → | ← 豊田市犬山 → | 製造次数 | 落成日    |
| 形式     | ク210          | モ220          | サ250          | モ260          | サ230          | モ240          | 製造次数 | 落成日    |
| 区分     | Tc             | M              | T'             | M'             | T              | Mc             | 製造次数 | 落成日    |
| 車両番号 | 215            | 225            | 255            | 265            | 235            | 245            | 6次車    | 1994/7/15 |
| 搭載機器 | SIV            | VVVF,PT        | SIV,CP         | VVVF,PT        | SIV,CP         | VVVF,PT        |          |           |
| 定員     | 138            | 148            | 148            | 148            | 148            | 138            |          |           |

## 今後の予定
2026年度より、9500系をベースとした後続車両「500系」を導入し、本形式は順次置き換えられる予定となっている。